# Transporte urbano em Curitiba

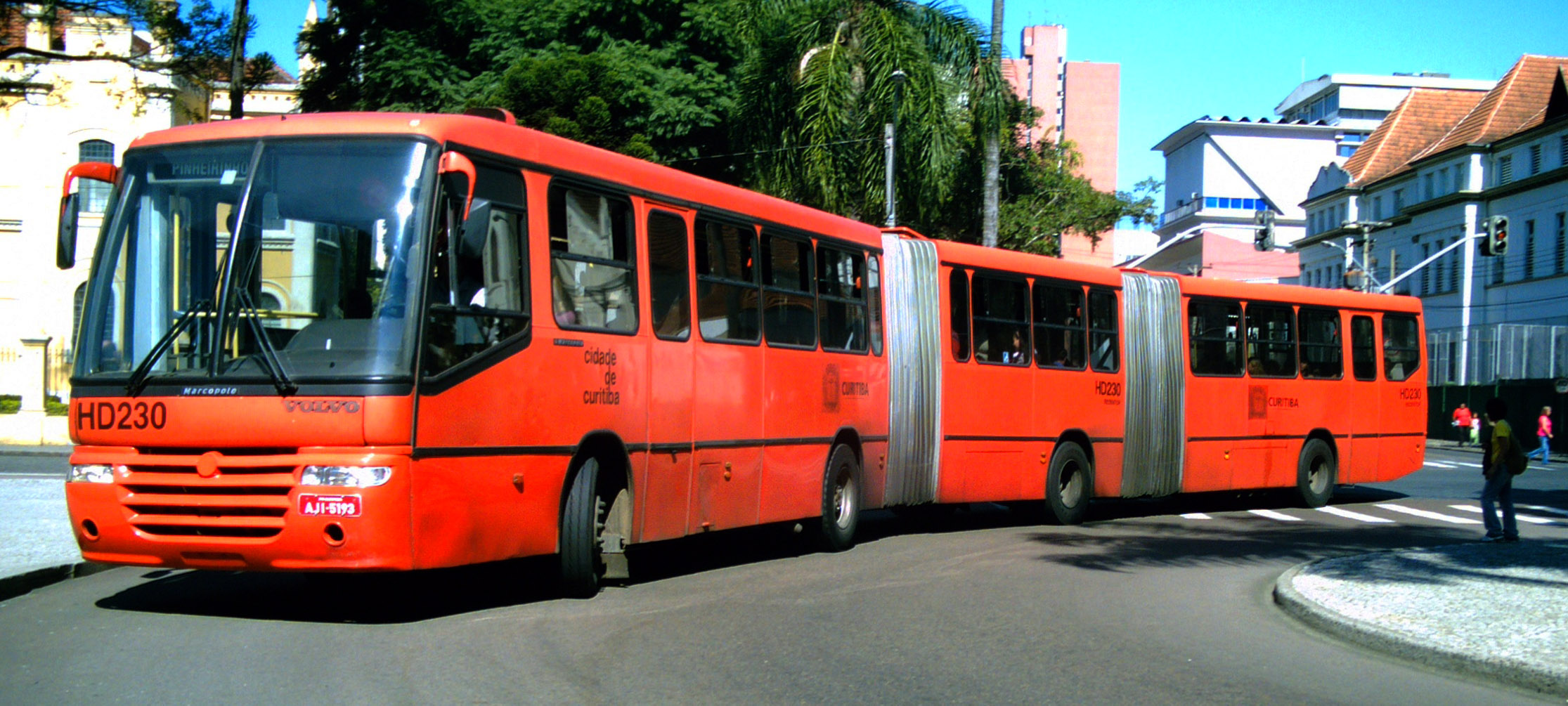
Ônibus Expresso Vermelho (Expresso Biarticulado).

O Transporte urbano em Curitiba tem características inovadoras e tem sido considerado um dos pioneiros em modernização e reestruturação do sistema de transporte urbano no Brasil. Denominada "Rede Integrada de Transportes" (RIT), a operação é realizada por 28 empresas privadas e gerenciada pela URBS (Urbanização de Curitiba S/A), e caracteriza-se por ser uma operação apenas através de ônibus, num sistema “Tronco-Alimentador”, contando com 465 linhas urbanas e metropolitanas, perfazendo um total de quase 24 mil viagens ao dia.  

## Sistema “Tronco-Alimentador”
O Sistema "Tronco-Alimentador" consiste na implantação de terminais de transbordo/conexão em pontos estratégicos nos diversos bairros de Curitiba e em municípios de sua Região Metropolitana. Nesse formato, existe uma linha principal que faz a ligação Centro/Terminal de integração, com capacidade ampliada de passageiros e maior oferta de horários. Nesses terminais o passageiro faz a conexão com as linhas alimentadoras que fazem distribuição dos passageiros nos bairros da região ou com outros terminais próximos. Dessa forma ocorre a condensação em uma linha principal e diminui a quantidade de ônibus circulando na região central da cidade.

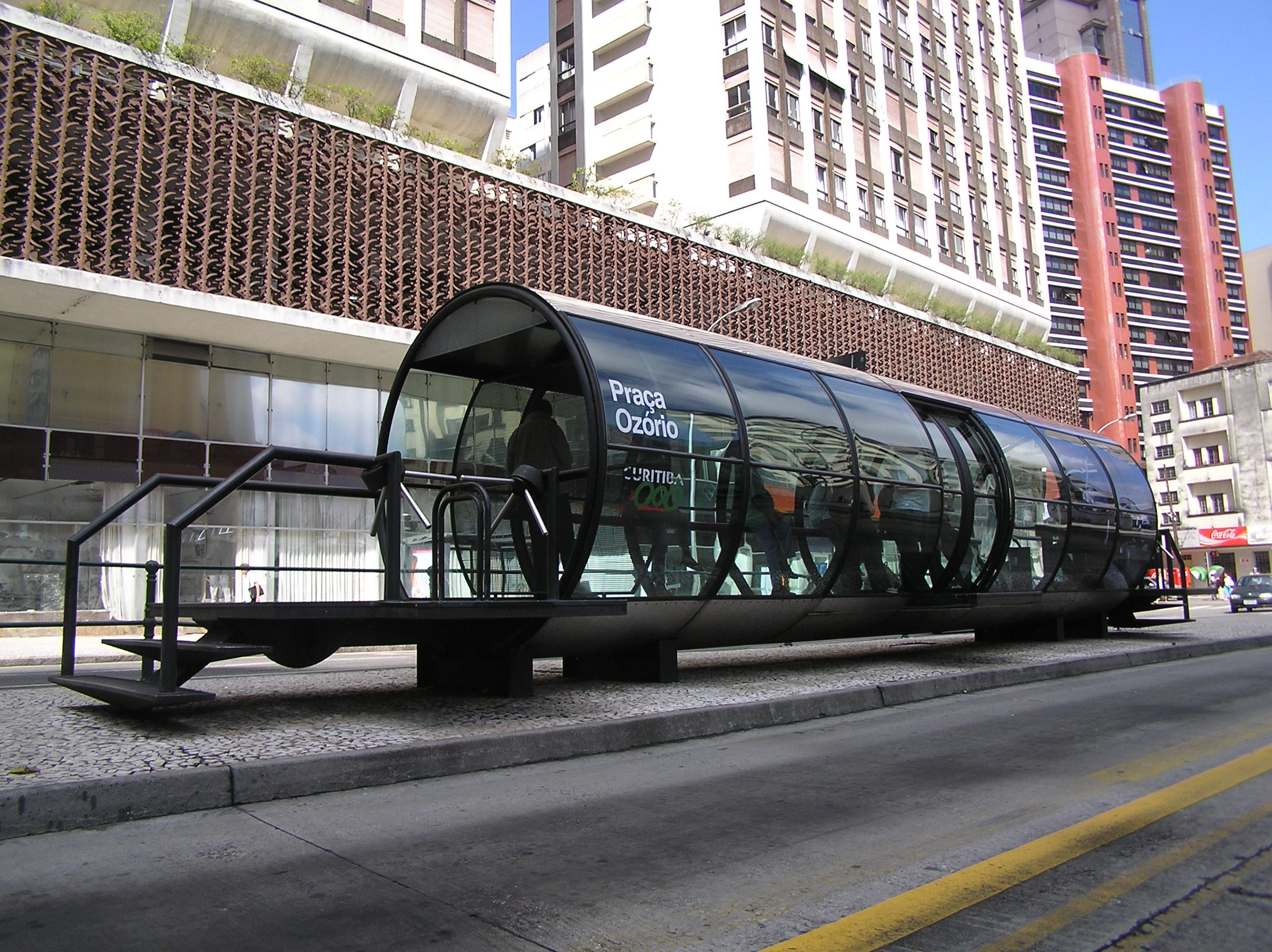
Estação tubo da Rede Integrada de Transportes

Em 23 de setembro de 1974 foi implantado em Curitiba o "Sistema Expresso" que criou canaletas exclusivas para circulação de ônibus. Dessa forma os ônibus circulam sem congestionamento e somente param para embarque/desembarque e nos sinaleiros do percurso, tornando a viagem mais rápida.
Os ônibus do "Sistema Expresso" são operados com veículos articulados/ biarticulados com capacidade para 180 e 250 passageiros respectivamente, em 81 km de canaletas exclusivas. O embarque é realizado em nível (a maioria com acesso para cadeirantes). O embarque em nível se dá através das Estações tubo. Em cada uma dessas estações existe um cobrador que recebe antecipadamente a passagem, o que agiliza o processo e torna a viagem mais rápida. Atualmente, existem 7 linhas operadas neste sistema que atendem os eixos Norte/Sul (Santa Cândida/Capão Raso, Ligeirão Norte/Sul, Circular Sul), Leste/Oeste (Centenário/Campo Comprido), Boqueirão, Pinheirinho e Linha Verde. Nos horários de pico a frequência horária média varia entre 4 e 10 minutos. entre as partidas de cada veículo.
Em Curitiba está implantado desde a década de 80 a integração físico-tarifária, onde o passageiro usa um ou mais ônibus para seu deslocamento pagando apenas uma passagem por trecho. Para que isso ocorra é necessário que a conexão com o outro ônibus seja realizada dentro de um dos 21 terminais de integração na cidade de Curitiba e em mais terminais de integração situados em algumas cidades da Região Metropolitana, ou em uma estação Tubo em que faça parada mais de uma linha de ônibus. Não há limites, com relação a horários ou quantidades de ônibus usadas, sendo o passageiro quem define o percurso que achar mais conveniente.
O sistema idealizado e implantado em Curitiba serviu de inspiração para diversos sistemas de transporte, tais como os implantados em Bogotá (Colômbia), Santiago de Chile (Chile), o Orange Line de Los Angeles, Califórnia, além de um futuro sistema de transportes na Cidade do Panamá (Panamá), do Sistema Transmetro na Cidade de Guatemala (Guatemala), os Metrobús da Cidade do México, a Transcarioca na Cidade do Rio de Janeiro e o Sistema Integrado de Transporte de Uberaba.

## Linhas de ônibus
As linhas de ônibus em Curitiba são classificadas em categorias e diferenciadas pela cor:
- Alimentador

Ônibus na cor laranja. São operados por veículos Midi (Micro Especial), Comum, Padron e articulados, conforme demanda de passageiros em cada linha. Fazem a ligação dos terminais de integração aos bairros e terminais da região. Atualmente são 212 linhas e cerca de 750 ônibus.
- Convencional

Ônibus na cor amarela ou laranja. São operados por veículos Midi (Micro Especial), Comum e Padron, conforme demanda de passageiros em cada linha. Possuem 2 tipos: A Radial com origem no centro da cidade e destino aos bairros mais próximos, a Diametral que faz ligações de um bairro a outro passando pelo centro da cidade. Nesta categoria, não há integração fisico-tarifária, ou seja, em cada ônibus que o passageiro embarcar pagará uma nova passagem.
- Troncal

Ônibus na cor amarela ou laranja. São operados por veículos Comum, Padron e articulados, conforme demanda de passageiros em cada linha. Essa faz a ligação do centro da cidade a algum terminal de integração não pertencente a um dos eixos acima citados. Atualmente são 19 linhas e cerca de 30 ônibus.
- Linha direta

Ônibus na cor cinza. São operados por veículos Padron e articulado, conforme demanda de passageiros em cada linha. O embarque é realizado pelo lado esquerdo do ônibus, em nível em plataformas especificas nos terminais ou nas Estações Tubo. As paradas ocorrem em média entre 3 a 5 quilômetros e nos terminais do trajeto. Em razão dessas poucas paradas, os ônibus foram apelidados de "Ligeirinho". Essa categoria foi implantada em 1991, como forma de agilizar as viagens nos eixos de transporte. Essas linhas fazem ligação entre os terminais de integração das várias regiões da cidade e municípios da Região Metropolitana de Curitiba.
- Interbairros

Ônibus na cor verde. São operados por veículos Híbrido (Elétrico+Biodiesel), Padron e articulado, conforme demanda de passageiros em cada linha. São linhas que fazem a troca de passageiros entre os eixos ligando os terminais de integração de Curitiba, sem passar pelo centro. Duas linhas operam no formato "Circular"; são elas: 010 Interbairros I (Horário)/ 011 Interbairros I (Anti-Horário) e 020 Interbairros II (Horário) e 021 Interbairros II (Anti-Horário). A Linha Interbairros I não atende nenhum terminal de integração, servindo apenas de ligação entre os bairros próximos ao centro. Já a Linha Interbairros II atende os seguintes terminais de integração: Cabral (Eixo Norte)/ Capão da Imbuia (Eixo Leste)/ Hauer (Eixo Boqueirão)/ Capão Raso (Eixo Sul)/ Campina do Siqueira (Eixo Oeste). As demais linhas operam no formato "Perimetral" fazendo ligações entre os terminais periféricos da cidade. São elas: 030 Interbairros III/ 040 Interbairros IV/ 050 Interbairros V e 060 Interbairros VI. Atualmente são 6 linhas e cerca de 125 veículos.
- Expresso

Ônibus na cor vermelha. São operados por veículos articulados e biarticulados, conforme a demanda de passageiros em cada linha. Atualmente são 81 km de canaletas exclusivas para operação desses ônibus.
O embarque é realizado pelo lado direito do ônibus, em nível em plataformas especiais nos terminais de integração ou nas estações tubo localizadas no percurso, em média a cada 500 metros.
São Linhas que fazem a ligação entre o centro de Curitiba e os terminais de integração localizados nos eixos de transporte. Também fazem a ligação entre os eixos no formato "Diametral" via centro ou no formato "Circular" sem passar pelo centro.
Também há o chamado Ligeirão Azul. São operados por veículos biarticulados na cor vermelha com categoria de cor azul ligando o bairro Boqueirão ao Centro e o Pinheirinho ao Centro da cidade. Inaugurado em 29 de março de 2011, é o maior ônibus biarticulado do mundo, com 28 metros de comprimento.
- Circular - Desativado

Na cor branca. Operada somente com micro-ônibus, faz um percurso circular em horário comercial pela região central da cidade. Passa pelas principais praças do centro de Curitiba e atualmente está desativado permanentemente.
•Jardineira
- Jardineira

Na cor verde musgo. A Linha 979 Turismo é operada com ônibus Padron e Double-Decker, com visão panorâmica da cidade no andar superior do veículo. Em um percurso de 44 km, passa pelos principais atrativos turísticos de Curitiba. Ao pagar a passagem,  o passageiro recebe um cartão que permite reembarques nas paradas da linha. Dessa forma, ele poderá desembarcar no atrativo turístico do seu interesse e embarcar novamente sem pagar nova passagem. No interior do ônibus existe um sistema de som com gravação em português, inglês e espanhol com informações sobre as paradas.
- Metropolitano

Geralmente na cor bege. Faz ligação entre o centro de Curitiba e os municípios da RMC (Região Metropolitana de Curitiba). A maioria delas tem origem no Terminal Guadalupe. Não possuem integração físico-tarifária (somente temporal com cartão metropolitano) e cada um possui uma tarifa, que é definida pelo Governo do Estado do Paraná, levando-se em conta a distância percorrida.
Obs: Nesta categoria não estão inclusas as linhas da categoria Expresso / Linha Direta / Troncal / Alimentador que atendem aos terminais integrados dos municípios da Região Metropolitana de Curitiba.
- Intercidades

Geralmente na cor bege. Fazem a ligação entre cidades vizinhas da Região Metropolitana de Curitiba. Podem ser chamados de "Interbairros Metropolitanos"

## Facilidades para o usuário

### Informações sobre horário e itinerário
A prefeitura oferece informações para o usuário através da Central 156, do site da URBS (software Quo Vadis) e de mapas localizados nas próprias estações. Infelizmente nem sempre estas informações são de fácil acesso e tanto moradores como turistas podem ter dificuldade para determinar como e quando chegar no seu destino. Por exemplo: nem todas as estações possuem mapas de itinerário ou tabela de horários, as tabelas de horários contém poucas estações e o software Quo Vadis da URBS não é atualizado e não funciona corretamente em muitos navegadores modernos. A página Ônibus Curitiba possibilitava que os usuários do sistema de transporte coletivo possam montar seus itinerários, hoje em dia não existe mais essa página.

### Sistema de som informativo
Nos veículos das categorias Expresso e Linha direta existe um sistema de som que apresentam informações com relação a segurança, saúde e educação, como por exemplo ceder o lugar para idosos/deficientes e gestantes. Nos ônibus mais novos, tais informações também são repassadas em pequenos painéis luminosos dentro dos veículos.
Antes de cada parada, o sistema de som emite um sinal sonoro de alerta e informa ao passageiro a próxima parada e por quais das portas ele deverá desembarcar. Antes da parada em cada terminal de integração, esse sistema de som informa ao passageiro quais as conexões que ele poderá fazer nesse terminal. Nos ônibus mais novos, tal gravação é ativada através de um equipamento GPS. Quando o veículo passa pela coordenada geográfica pré-determinada, automaticamente inicia a gravação sobre a próxima parada.
Nos veículos das demais categorias, o sistema de som apenas informa ao passageiro sobre o fechamento das portas, evitando, dessa forma, acidentes.

### Cartão Transporte
Atualmente a URBS (Urbanização de Curitiba S.A.) oferece um sistema de bilhetagem eletrônica por meio do Cartão Transporte e do Cartão Qualidade.

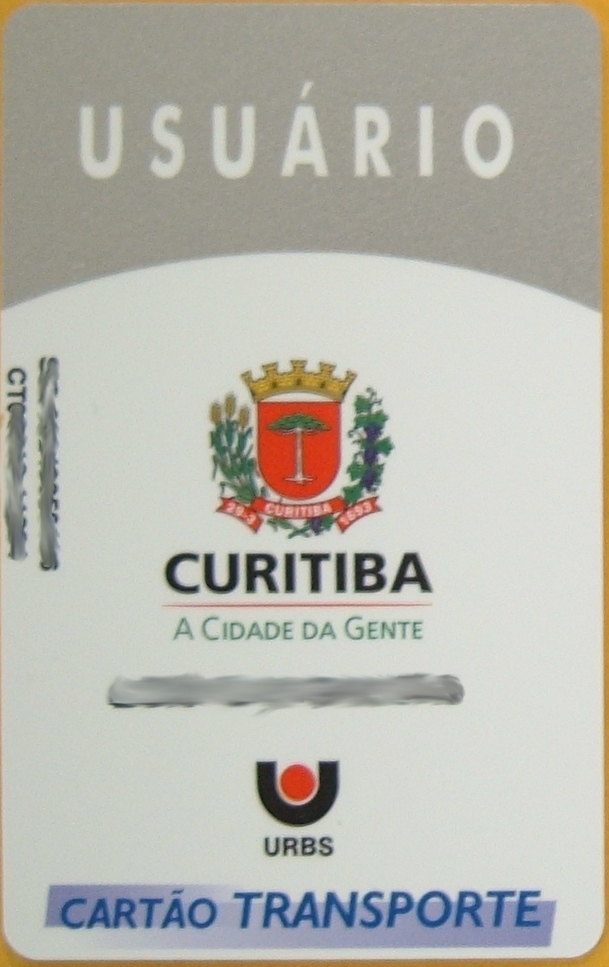
Visto de frente
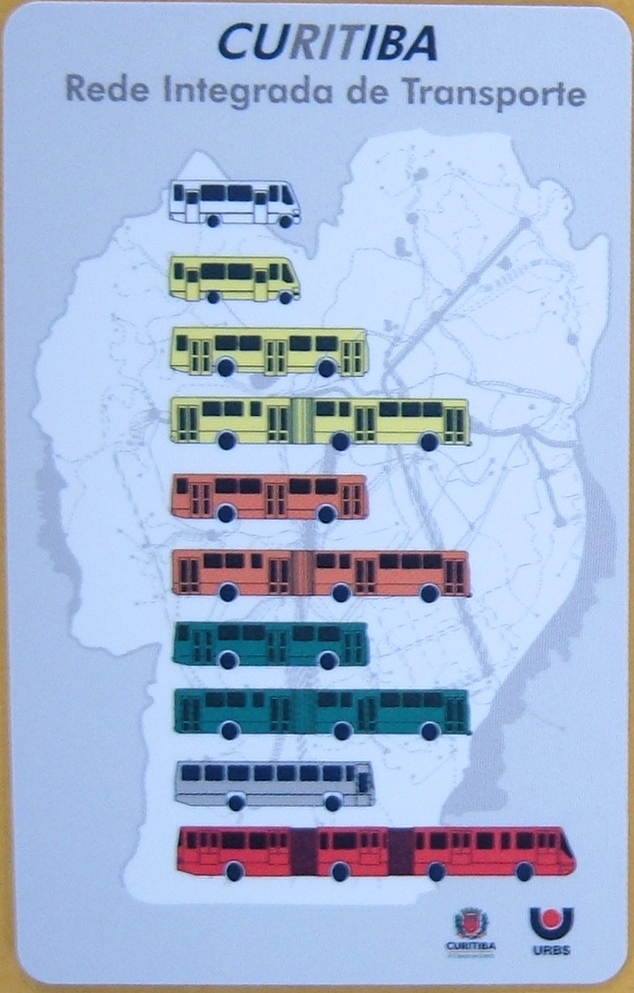
Visto por trás

## Metrô
Alguns projetos de implantação de um sistema metroviário em Curitiba já foram estudados, mas nenhum foi implementado. Um projeto que previa a construção de treze quilômetros de um sistema de metrô elevado, criado na administração do ex-prefeito Cássio Taniguchi, chegou a ser anunciado, inclusive com financiamento do Japan Bank for International Cooperation (JBIC), entretanto um provável desentendimento com os financiadores, que negaram a liberação de recursos, inviabilizou definitivamente o projeto.
Nos últimos anos, reacendeu a discussão a respeito de uma nova tentativa de implantar o metrô na cidade, desta vez subterrâneo e contando com a injeção de verbas federais, o qual ligaria, numa primeira fase, os terminais de ônibus do Pinheirinho (região sul) ao do Cabral (região norte). O metrô deve funcionar, subterraneamente, pelas canaletas por onde hoje circulam os ônibus que ligam o bairro Santa Cândida (região Norte) ao Pinheirinho (região Sul) – a futura Linha Azul Santa Cândida/CIC-Sul –, em uma extensão de 22 quilômetros. Apenas no Contorno Sul, em um trecho de aproximadamente dois quilômetros, o metrô estará na superfície. Atualmente, um ônibus que faz o trajeto circula a 17 km/h com 270 passageiros. Cada composição do metrô (formada por vários carros) deverá circular a 40 km/h, com 1,2 mil passageiros. O objetivo é que o preço da passagem do metrô seja igual à do ônibus. As obras deverão ter início a partir do segundo semestre de 2012. Outras linhas serão construídas, sendo a primeira etapa a Linha Azul do Metrô de Curitiba.

## Ferrovias
As ferrovias que atravessam Curitiba são somente para transporte de cargas.
- ramal Norte- ligação com Rio Branco do Sul- transporte de cal e cimento proveniente de mineração
- ramal Sul- ligação com Ponta Grossa e a região norte do estado do Paraná
- ramal Leste- ligação com Paranaguá